# Piper consanguineum
Piper consanguineum är en pepparväxtart som beskrevs av Carl Sigismund Kunth. Piper consanguineum ingår i släktet Piper och familjen pepparväxter. Inga underarter finns listade i Catalogue of Life.